# 蓋茨堡戰役
蓋茨堡會戰（英語：Gettysburg Campaign）為美國內戰期間，在1863年六七月間所發生的一連串戰鬥之總稱。美利堅聯盟國的羅伯特·李將軍所部北維吉尼亞軍團於錢瑟勒斯維爾之役獲勝後，北上進攻維吉尼亞、馬里蘭、以及賓夕法尼亞諸州。聯邦軍方面，先後由約瑟夫·胡克以及喬治·米德兩位少將所領軍（以6月28日為界）的波多馬克軍團躡李將軍之後，敗之於蓋茨堡之役中，但未能阻其遁回維吉尼亞。

## 背景
美利堅聯盟國（美利堅邦聯）的羅伯特·李將軍率所部北維吉尼亞軍團於錢瑟勒斯維爾之役（1863年5月1日至5月5日）擊敗聯邦軍波多馬克軍團後不久，李將軍決定二次北侵。此一行動可打亂聯邦計畫中的夏日選舉，可能幫助被圍於密西西比州維克斯堡的守軍脫困，並使邦聯軍就食於邊界之外的北方豐饒農場，以讓飽受戰火蹂躪的維吉尼亞州獲得必要的休養生息。李將軍所部可同時威脅賓夕法尼亞州的費城、馬里蘭州的巴爾的摩、以及華盛頓特區，並鼓動刻正於北方成長中的和平運動。基本上，也就是李將軍於1862年的馬里蘭戰役中所用之策略。
1863年6月3日，李將軍所部開始自維吉尼亞州弗雷德里克堡潛行向北。

## 雙方戰力
由於石牆傑克森將軍前此已經陣亡，李將軍將麾下北維吉尼亞軍團所轄兩個軍（Corps）重組為三個新的軍。詹姆斯·隆史崔特留任少了一師兵力的第一軍軍長。原受傑克森指揮的軍一分為二，第二軍由理查·尤爾中將指揮，新成立的第三軍由安伯洛斯·希爾（Ambrose Powell Hill）中將擔任軍長。三個軍連同詹姆斯·史都華（James Ewell Brown Stuart）將軍的騎兵師加起來，總兵力約75,000人。
約瑟夫·胡克少將麾下的波多馬克軍團由七個軍的步砲兵、一個師的騎兵以及一個砲兵預備隊組成，總兵力超過90,000人。由於錢瑟勒斯維爾之敗，以及在李將軍二度北侵波多馬克時，在回應作為上意見不同，林肯總統很快地指派喬治·米德少將取代胡克將軍的軍團司令一職。
於7月1日開戰的蓋茨堡之役中，下列單位連同其指揮官共同參戰：
- 北維吉尼亞軍團─參見蓋茨堡邦聯軍戰鬥序列
- 波多馬克軍團─參見蓋茨堡聯邦軍戰鬥序列

## 各場戰鬥
下列各場戰鬥於蓋茨堡戰役期間進行：
白蘭地車站之役（Battle of Brandy Station，1863年6月9日）
戰役中最大的一場騎兵戰鬥。奧佛瑞德·普里森騰（Alfred Pleasonton）指揮所屬的聯邦騎兵展開火力偵察，以查明李將軍主力之所在，拂曉突襲駐紮於維吉尼亞州白蘭地車站外的邦聯軍史都華將軍及其所部騎兵，雙方勝負難分，普里森騰將軍在找出位於左近的李將軍步兵主力確切駐地之前，便先行撤退。聯邦騎兵經此一役，建立了與南軍騎兵部隊可堪匹敵的聲譽。此役之後，李將軍的步兵主力由尤爾將軍的第二軍帶頭，由馬納沙斯風口（Manassas Gap）穿過藍嶺山脈北行。
第二次溫徹斯特之役（Second Battle of Winchester，1863年6月13日至6月15日）
尤爾的邦聯軍第二軍擊敗由聯邦軍羅伯特米洛伊（Robert Milroy）准將指揮的溫徹斯特守軍，肅清雪倫多亞河谷（Shenandoah Valley），以利跟隨於藍脊山脈之後的邦聯軍北進。米洛伊將軍於天色轉暗後撤退，希望能抵達西維吉尼亞的查尔斯镇，但遭愛德華·強森（Edward "Allegheny" Johnson）率領一師的兵力攻擊側翼而被切成兩段。雖然李將軍原本希望隆史崔特與希爾兩個軍留駐於藍脊山以東，但此役使其西調以應不時之需。其後，全部三個軍繼續北出雪倫多亞河谷。
在此同時，聯邦軍波多馬克軍團反常地行動敏捷，在6月16日已抵達曼那薩斯隘口。胡克司令對李將軍之意圖與史都華將軍所部於藍脊山後之作為一無所知。胡克將軍原本打算乘李將軍不在，包圍後防空虛的，但林肯總統果斷地向他指出：李將軍的主力為其真正目標。胡克將軍所接獲的命令為追躡並擊敗李將軍，並橫亙於李將軍的大軍與華盛頓及巴爾的摩間。
奧迪之役（Battle of Aldie，1863年6月17日）
聯邦軍賈森·基爾派崔克（Judson Kilpatrick）旅與邦聯軍的湯瑪斯·曼佛德（Thomas Munford）上校之間的騎兵對決。雙方鏖戰四小時後，基爾派崔克獲得增援，而曼佛德率其部向米德爾堡（Middleburg）方向退卻。
米德爾堡之役（Battle of Middleburg，1863年6月17日至6月19日）
聯邦軍羅德島第一騎兵隊遭邦聯軍兩旅騎兵攻擊壓迫，史都華將軍所部於6月19日被擊退至米德爾堡後方，並進一步退卻至谷中。
阿珀維爾之役（Battle of Upperville，1863年6月21日）
聯邦軍約翰巴福德（John Buford）率一師騎兵攻擊邦聯軍騎兵左翼，但遭擊退。邦聯軍史都華將軍所部撤至維吉尼亞州的愛許比峽谷中易守難攻之處，但復率其三旅騎兵離谷遠去，實施大範圍的威力偵察，並向東襲取聯邦軍波多馬克軍團右翼不及之處。這是此戰中最受爭議的一項行動。李將軍令史都華將軍掩護大軍主力並回報敵軍行動，但史都華將軍若非有所誤解，便是有意忽略，在李將軍於敵軍防區中盲目摸索敵人位置時，史都華將軍卻企圖再立前勳，迂迴至敵軍後方襲取其補給。
6月27日晚，林肯總統下令解除胡克司令的職務，因為這位身經百戰的軍人與聯邦軍陸軍總司令亨利·郝列克（Henry Wager Halleck）爭論哈伯斯渡口（Harpers Ferry）防務，並過分自信地自請辭職。郝列克總司令與林肯總統順水推舟，於6月28日一早任命原為駐馬里蘭州佛瑞德列克的第五軍（V Corps）軍長喬治·米德代理波多馬克軍團司令一職。這次人事異動出乎米德將軍意料之外，他之前曾表明對軍團司令一職毫無興趣；事實上，當米德將軍被來自華盛頓的官員帶著人事命令喚醒時，他還以為自己因觸犯軍紀被捕了。儘管米德司令對胡克前司令的計畫以及移動迅速的邦聯軍三路大軍之確切位置所知不多，但他仍很快地進入狀況。
李將軍並不知道其向來反應遲鈍的宿敵已深入北方，缺乏史都華將軍所部騎兵的情報，使李將軍對敵情一無所知；直到隆史崔特將軍所收買的間諜回報，李將軍才發覺敵軍已渡過波多馬克河並緊躡其後。當時，李將軍所部位置四散：尤爾的軍已近薩斯奎哈納河，直指賓夕法尼亞州首府哈利斯堡；隆史崔特與希爾這兩個軍則在錢伯斯堡近郊。李將軍發出急報，令麾下三個軍視情形就近集結於賓夕法尼亞州的凱許城或蓋茨堡。
漢諾瓦之役（Battle of Hanover，1863年6月30日）
邦聯軍史都華將軍率其騎兵於敵軍周圍四處進襲，攻擊一個團的聯邦騎兵，並將之逼入賓夕法尼亞州漢諾瓦的街道中。聯邦軍的艾倫·方施渥斯（Elon John Farnsworth）將軍率所部一旅抵達，並著手反攻。史都華將軍於敵軍增援後受困，不得不東移至更遠之處；他無法落實與尤爾將軍保持聯繫的命令，且於大戰前夕距離李將軍的主力遠達需要快馬兩日的路程。
卡利索之役（Battle of Carlisle，1863年7月1日）
企圖找出友軍尤爾軍所在位置的史都華將軍，攻入曾於數天前為尤爾軍所據的卡利索，遭遇聯邦民兵的一個小分遣隊。史都華將軍在獲知李將軍於蓋茨堡附近的確切駐地後，便脫離戰鬥，於離城途中縱火焚燒卡利索營。
蓋茨堡之役（1863年7月1日至7月3日）
此戰中最大規模戰鬥，通常被認為是美國內戰的轉捩點。聯邦軍米德將軍在三天的激戰中擊敗邦聯軍的李將軍，雙方共160,000人的將士中，共有51,000人陣亡。戰事自邦聯軍亨利·海斯所部第三軍第二師與聯邦軍巴福德准將所率的騎兵，連同後來捲入的约翰·F·雷诺兹所部聯邦軍第一軍（I Corps）之遭遇戰展開。聯邦軍第十一軍（XI Corps）抵達後，連同第一軍，遭南下的邦聯軍尤爾軍與希爾軍兩個軍聯手痛擊，被迫退入蓋茨堡城中，並於城南的墓園嶺（Cemetery Hill）經寇普嶺（Culp's Hill）至墓園山脊（Cemetery Ridge）一線佈防。7月2日，李將軍雙線發動大規模攻勢，同時攻擊米德將軍的左右兩翼。雙方於小圓頂、魔鬼穴、麥田、桃子園、東墓園嶺、及寇普嶺各處展開激戰。米德將軍靠著內線作戰的優勢調動守軍相互支援，終於擊退邦聯軍的進攻。7月3日，李將軍對聯邦軍陣線中心發起皮克特衝鋒，慘遭痛擊，邦聯軍三個師的兵力死傷殆盡。其時，邦聯軍史都華將軍率部趕回參戰，他在主戰場以東進行一場無關大局的騎兵對決，企圖穿入敵軍後方。雙方僵持至7月4日（維克斯堡之役（Battle of Vicksburg）於同日結束，格蘭特將軍指揮的聯邦軍獲得驚人勝利），李將軍下令撤退。
獵人鎮之役（Battle of Hunterstown，1863年7月2日）
邦聯軍史都華將軍抵達蓋茨堡後，命令韋德·漢普頓（Wade Hampton）佔據有利位置以掩護邦聯軍戰線左後方。漢普頓沿獵人鎮公路策馬至東北4哩處，以阻斷欲迂迴抄入李將軍戰線後方的聯邦軍部隊。時有賈森·基爾派崔克（Judson Kilpatrick）師中所轄兩旅騎兵，分由喬治·卡斯特（George Armstrong Custer）及艾倫·方施渥斯（Elon John Farnsworth）率領，正於邦聯軍左翼之末端探查虛實。卡斯特於連接獵人鎮與蓋茨堡之公路上截擊漢普頓，遭到漢普頓還擊。當方施渥斯率部趕到時，漢普頓並未加強攻擊，而是以火砲互轟，直到天色轉暗方趁機撤回蓋茨堡。
威廉波特之役（Battle of Williamsport，1863年7月6日至7月16日）
這是李將軍撤向波多馬克河途中的一連串小型戰事。聯邦軍波多馬克軍團米德司令追擊李將軍，但未能在其潛渡波多馬克河之前集結重兵進行攻擊。天氣自7月4日起開始轉為多雨，道路對雙方而言皆泥濘難行，但李將軍所部機動性較高，總是趕在米德司令的部隊前頭。邦聯軍騎兵隊的約翰·因伯登（John Deniel Imboden）將軍護送後運傷兵的車輛，於7月6日遭暴漲的洪水截斷去路，轉身以無畏的態度回應聯邦軍巴福德與賈森·基爾派崔克之騎兵部隊的攻擊，他下令傷兵持槍防禦。米德司令與其部屬於7月12日召開作戰會議，決定在李將軍所部安全渡河之前，於7月14日展開攻擊。然而，李將軍的部眾於7月13日入夜後至7月14日晝間，於馬里蘭州的瀑布市渡過波多馬克河。邦聯軍希斯師負責斷後，基爾派崔克的騎兵自其後衛部隊中俘獲約700人。於皮克特衝鋒中生還的邦聯軍詹姆斯·約翰斯頓·佩蒂格魯（James Johnston Pettigrew）將軍，於此役傷重不治。
本斯波羅之役（Battle of Boonsboro，1863年7月8日）
在李將軍渡過波多馬克河之前，雙方騎兵於南山（South Mountain）的小徑上狹路相逢。
馬納沙斯風口之役（Battle of Manassas Gap，1863年7月23日）
聯邦軍米德司令企圖於馬納沙斯風口截擊李將軍撤退中的大軍，未能成功。聯邦軍威廉·佛蘭區（William Henry French）少將指揮的第三軍發動攻擊，但友軍呼應不及；邦聯軍一度被逼退，但最終毫髮無傷地離開。聯邦軍於7月24日佔領維吉尼亞州的弗兰特罗亚尔，但李將軍的大軍安全地脫離追擊。

## 結果
蓋茨堡戰役為李將軍在內戰中最後一次發起的大規模攻勢，自此之後，邦聯軍北維吉尼亞軍團僅能被動因應敵軍所發起的攻擊。李將軍損失超過28,000名的將士，這是邦聯軍難以支付的代價，戰役的主要目標也無一達成。
如同聯邦軍喬治·麥克萊倫將軍於安提頓戰役後一般，米德司令因未能成功截住李將軍南遁而飽受責難。由於受到林肯總統的壓力，米德於當年秋天發動兩次攻擊：布里斯托戰役（Bristoe Campaign）和雷奔之役（Battle of Mine Run），兩役皆告失敗。日後米德又在美國國會作戰聯席委員會（U.S. Congress Joint Committee on the Conduct of the War）中遭政敵羞辱，質疑其於蓋茨堡戰役之作為，以及失於在波多馬克河截擊李將軍之責任。
1863年11月19日，聯邦在蓋茨堡戰場上設立了國家墓園，亞伯拉罕林肯總統於開幕式中發表其著名的蓋茨堡演說，重新定義這場內戰，宣稱摧毀奴隸制度為其主要目的，並向全國籲求『自由之新生』。

## 外部連結
- National Park Service battle descriptions （页面存档备份，存于）
- West Point Atlas map of movements in June, 1863[永久]
- General Lee's report on the campaign